# وابابيلو (ميزوري)
وابابيلو (بالإنجليزية: Wappapello)‏ هي إحدى المجتمعات الفردية (غير مصنفة) في ولاية ميزوري في الولايات المتحدة الأمريكية.